# Polyipnus spinifer
Polyipnus spinifer és una espècie de peix pertanyent a la família dels esternoptíquids.

## Descripció
- Fa 6 cm de llargària màxima.
- Nombre de vèrtebres: 33-35.[5][6]

## Hàbitat
És un peix marí i bentopelàgic que viu fins als 380 m de fondària (normalment, entre 220 i 380).

## Distribució geogràfica
Es troba a la badia de Suruga (el Japó), el mar de la Xina Oriental i les costes del mar de la Xina Meridional i del mar de Sulu a les illes Filipines.

## Observacions
És inofensiu per als humans.